# 民族民主党 (埃及)
民族民主党（阿拉伯语：الحزب الوطني الديمقراطى）是埃及历史上的一个政党。其存在期间，为埃及执政党。

## 历史
1978年10月2日，该党正式成立。它的前身是阿拉伯社會主義聯盟。
自从萨达特于1981年10月6日被暗杀后，就一直由穆巴拉克领导，直到2011年2月11日他因任上爆發阿拉伯之春而辞去总统之职為结束。
它自1989年开始成为社会党国际的成员，直到2011被开除出去。
2011年4月16日，埃及最高行政法院作出裁决，解散在埃及执政30多年的民族民主党，并没收其所有资产。但最高行政法院一名法官说，该党在满足相关条件后，仍可根据政党法组建一个新政党。

## 外部連結
- 埃及民族民主党（英语）